# Snake Bite Love
Snake Bite Love, hårdrocksgruppen Motörheads sjuttonde album, utgivet 1998.

## Låtlista
1. Love For Sale
2. Dogs Of War
3. Snake Bite Love
4. Assassin
5. Take The Blame
6. Dead And Gone
7. Night Side
8. Don't Lie To Me
9. Joy Of Labour
10. Desperate For You
11. Better Off Dead